# Hanna Bałabanowa
Hanna Bałabanowa (ukr.  Ганна Балабанова, ur. 10 grudnia 1969 w Winnicy) – ukraińska kajakarka, brązowa medalistka olimpijska z  Aten.
Brała udział w trzech igrzyskach olimpijskich (IO 96, IO 00, IO 04). Po medal w 2004 sięgnęła w czwórce na dystansie 500 metrów. Wspólnie z nią płynęły Inna Osypenko, Tetiana Semykina i Olena Czerewatowa. W czwórce na dystansie 1000 metrów zdobyła brązowy medal mistrzostw świata w 2001. Była również złotą medalistką mistrzostw Europy w 2001 (K-4 1000 m) i 2004 (K-4 500 m).